# Las-Hojas-Massaker
Beim Las-Hojas-Massaker wurden am 22. Februar 1983 nahe der Ortschaft Las Hojas im Departamento Sonsonate in El Salvador etwa 74 Menschen durch Sicherheitskräfte ermordet.

## Hintergrund
Der Hintergrund des Massakers ist ein Landkonflikt zwischen der Asociación Nacional Indígena Salvadoreña (ANIS) und einem benachbarten Landeigentümer. 1978 kaufte ANIS ein Grundstück in der Nähe der Ortschaft Las Hojas im Departamento Sonsonate. Das Land wurde von Candelario Castro verkauft. Das Land war vorher als Rinderweide und als Zugang zur Hauptstraße von Sonsonate genutzt worden. Das Terrain von ANIS grenzt an einer Seite an Land im Eigentum von Alfonso Aráuz. Alfonso Aráuz suchte nach einem Recht das Grundstück von ANIS zu überqueren um seinen Weg zur Hauptstraße abzukürzen. Es kam zu keiner Einigung zwischen ANIS und Aráuz. Im Mai 1979, als ANIS ihre ersten Früchte angebaut hatten, versuchte Aráuz wiederholt, das Grundstück zu überqueren, wobei er angebaute Früchte und die Einfriedung von ANIS zerstörte. Schließlich wurde eine Klage beim Gericht von Sonsonate eingereicht. Das Gericht der ersten Instanz entschied zugunsten von ANIS. Im Verlauf des Landkonfliktes traten einige Beschäftigte von Aráuz der paramilitärischen Einheit Defensa Civil bei. Die Defensa Civil operierte unter dem Befehl der örtlichen Militärbehörden.

## Massaker
Das Massaker fand in der Nähe von Las Hojas statt. Alle identifizierten Opfer wurden mit Feuerwaffen aus kurzer Entfernung erschossen. Das Massaker wurde vorsätzlich durch die salvadorianische Armee unter Teilnahme von paramilitärischen Einheiten der Defensa Civil verübt.

## Straffreiheit
Die Regierung El Salvadors hat dabei versagt, eine erfolgreiche Rechtsprechung gegen die Mitglieder der beteiligten Kräfte zu gewährleisten. Es wurde unzulässigerweise ein Amnestiegesetz angewandt, das nicht in Einklang mit El Salvadors internationalen Verpflichtungen in Bezug auf die Einhaltung der Menschenrechte steht.
Mitglieder des Destacamento Militar Nº 6 de Sonsonate werden verdächtigt, an diesem Massaker beteiligt gewesen zu sein.
Adrián Esquino Lisco (1929–2007), Leiter von ANIS, hatte sich für die Aufklärung des Massakers engagiert.
Colonel Elmer González Araujo, damals Befehlshaber des Destacamento Militar Nº 6 de Sonsonate, erklärte, seine Soldaten hätten sich selbst gegen Subversive verteidigt.
Esquino Lisco berichtete der New York Times: »Ich fragte den hohen Kommandierenden der Armee, wie Guerillas mit auf den Rücken gefesselten Händen sterben können.« (Opfer hatten die Daumen auf dem Rücken zusammengebunden, eine Art der Fesselung, wie sie auch an lebenden Gefangenen der salvadorenischen Sicherheitskräfte gesehen wurde).